# 姜大植
姜大植（：／ Kang Dae-sik，1959年11月2日—），大韓民國保守派政治人物，第21屆韓國國會議員。